# Molophilus bawbawiensis
Molophilus bawbawiensis là một loài ruồi trong họ Limoniidae. Chúng phân bố ở miền Australasia.